# Dendrobium inconstans
Dendrobium inconstans är en orkidéart som beskrevs av Johannes Jacobus Smith. Dendrobium inconstans ingår i släktet Dendrobium, och familjen orkidéer. Inga underarter finns listade i Catalogue of Life.